# さくら学院 2020年度 〜Thank you〜
『さくら学院 2020年度 〜Thank you〜』（さくらがくいん にせんにじゅうねんど さんきゅう）は、さくら学院の11thアルバム。2021年8月7日に発売された。なお本作品は、アミューズアーティストオンラインショップ『アスマート』及び、全国のタワーレコード（オンラインショップは除く）のみでの販売となる。

## 概要
初回限定「さくら」・「学院」盤、初回限定盤アナログ盤、デジタル配信の4形態での発売。初回限定「さくら」盤はCD+Blu-ray、初回限定「学院」盤はCD+DVD、初回限定盤アナログ盤はLP盤2枚組の商品構成。

## 収録曲
1. School days
作詞：森由里子、作曲・編曲：坂部剛
2. 目指せ!スーパーレディー -2020年度-
作詞：森ハヤシ・生田真心、作曲・編曲：藤本功一
3. Song for smiling
作詞・作曲・編曲：Agree2
4. Capsule Scope
作詞・作曲・編曲：生田真心
5. アニマリズム
作詞・作曲・編曲：山田裕介
6. チャイム
作詞：紫緒、作曲・編曲：岡ナオキ
7. FLY AWAY
作詞：森由里子、作曲・編曲：Ryo
8. オトメゴコロ。
作詞・作曲：cAnON.
9. Fairy tale
作詞・作曲・編曲：山口高始
10. FRIENDS
作詞・作曲・編曲：cAnON.
11. The Days ～新たなる旅立ち～
作詞：cAnON.、作曲・編曲：本田光史郎
12. Thank you...
作詞：森由里子・cAnON.、作曲・編曲：本田光史郎
13. 夢に向かって
作詞：森由里子、作曲・編曲：Ryo

### 初回限定盤映像
Blu-ray（さくら盤）
- 「The Days ～新たなる旅立ち～」 Music Video
- 「10th Anniversary さくら学院☆2020 ～Departure～」

DVD（学院盤）
- 「さくら学院 2020年度 学年末テスト　～総決算！軌跡の三十六房～」
- 「10th Anniversary寸劇2020年度がむしゃら！ホームルーム奮闘劇」